# 1851 Lacroute
Az 1851 Lacroute (ideiglenes jelöléssel 1950 VA) a Naprendszer kisbolygóövében található aszteroida. Louis Boyer fedezte fel 1950. november 9-én, Algírban.